# Dennis Ralston
Richard Dennis Ralston (* 27. Juli 1942 in Bakersfield, Kalifornien; † 6. Dezember 2020 in Austin, Texas) war ein US-amerikanischer Tennisspieler.

## Karriere
Bei den Wimbledon Championships gewann er 1960 zusammen mit dem Mexikaner Rafael Osuna im Doppel gegen die Briten Mike Davies und Bobby Wilson in drei Sätzen mit 7:5, 6:3 und 10:8. 1971 erreichte er mit seinem Landsmann Arthur Ashe das Finale gegen die Australier Roy Emerson und Rod Laver, verlor jedoch mit ihm in fünf Sätzen mit 6:4, 7:9, 8:6, 4:6 und 4:6. Im Einzel stand Ralston 1966 gegen den Spanier Manuel Santana im Finale und verlor gegen ihn in drei Sätzen mit 4:6, 9:11 und 4:6.
1966 gewann er mit dem US-Amerikaner Clark Graebner die Doppelkonkurrenz der Französischen Tennismeisterschaften gegen die Rumänen Ilie Năstase und Ion Țiriac in drei Sätzen mit 6:3, 6:3 und 6:0.
Im Jahr 1987 wurde Ralston in die International Tennis Hall of Fame aufgenommen. Als einer der Handsome Eight gehörte er mit zu den Begründern des modernen Profitennis.

## Erfolge
Nachfolgend werden die Erfolge bei Grand-Slam-Turnieren und seit Beginn der Open Era aufgeführt.
| Legende                |
| Saisonendveranstaltung |
| Grand Slam             |
| Open-Era-Turniere (9)  |

| Titel nach Belag |
| Hartplatz (1)    |
| Rasen (2)        |
| Sand (1)         |
| Teppich (5)      |

### Einzel

#### Turniersiege
| Nr | Datum            | Turnier     | Platzbelag | Finalgegner   | Ergebnis          |
| -- | ---------------- | ----------- | ---------- | ------------- | ----------------- |
| 1. | 8. Februar 1968  | Shreveport  | Hartplatz  | Earl Buchholz | 31:23, 31:25      |
| 2. | 20. Februar 1968 | Orlando     | Teppich    | Nikola Pilić  | 31:20             |
| 3. | 4. Mai 1968      | Minneapolis | Teppich    | John Newcombe | 31:26, 19:32, 5:4 |
| 4. | 31. Mai 1968     | Baltimore   | Teppich    | Tony Roche    | 6:0, 6:4          |
| 5. | 26. Juli 1968    | Båstad      | Sand       | Nikola Pilić  | 6:3, 7:5, 6:1     |
| 6. | 25. Februar 1970 | Los Angeles | Teppich    | Rod Laver     | 7:5, 4:6, 6:1     |

#### Finalteilnahmen
| Nr | Datum            | Turnier         | Platzbelag | Finalgegner    | Ergebnis       |
| -- | ---------------- | --------------- | ---------- | -------------- | -------------- |
| 1. | 20. Juni 1966    | Wimbledon       | Rasen      | Manuel Santana | 4:6, 9:11, 4:6 |
| 2. | 13. Februar 1968 | Houston         | Teppich    | Earl Buchholz  | 28:31          |
| 3. | 27. Februar 1968 | Tulsa           | Teppich    | Cliff Drysdale | 24:31          |
| 4. | 22. März 1968    | San Diego       | Teppich    | Earl Buchholz  | 21:31, 15:31   |
| 5. | 28. März 1968    | Los Altos Hills | Teppich    | Earl Buchholz  | 26:31, 30:31   |
| 6. | 10. Mai 1968     | Buffalo         | Teppich    | Earl Buchholz  | 26:31, 22:31   |
| 7. | 20. August 1969  | Newport         | Rasen      | Tom Okker      | 4:6, 6:5, 1:0  |
| 8. | 6. Mai 1970      | Atlanta         | Hartplatz  | Tom Okker      | 4:6, 8:10, 2:6 |

### Doppel

#### Turniersiege
| Nr | Datum           | Turnier      | Platzbelag | Partner       | Finalgegner              | Ergebnis                     |
| -- | --------------- | ------------ | ---------- | ------------- | ------------------------ | ---------------------------- |
| 1. | 15. Juli 1968   | Gstaad       | Rasen      | John Newcombe | Mal Anderson Tom Okker   | 8:10, 12:10, 12:14, 6:3, 6:3 |
| 2. | 16. Juni 1969   | Queen’s Club | Rasen      | Owen Davidson | Thomaz Koch Ove Bengtson | 8:6, 6:3                     |
| 3. | 26. Januar 1976 | Philadelphia | Teppich    | Rod Laver     | Bob Hewitt Frew McMillan | 7:66, 7:63                   |

#### Finalteilnahmen
| Nr | Datum             | Turnier                 | Platzbelag  | Partner          | Finalgegner                     | Ergebnis                |
| -- | ----------------- | ----------------------- | ----------- | ---------------- | ------------------------------- | ----------------------- |
| 1. | 20. April 1969    | Monte Carlo             | Sand        | Pancho Gonzales  | Owen Davidson John Newcombe     | 7:5, 7:9, 4:6, 7:5, 5:7 |
| 2. | 9. September 1969 | US Open                 | Sand        | Charlie Pasarell | Ken Rosewall Fred Stolle        | 6:2, 5:7, 11:13, 3:6    |
| 3. | 8. Februar 1970   | Philadelphia            | Sand        | Arthur Ashe      | Ilie Năstase Ion Țiriac         | 4:6, 3:6                |
| 4. | 4. Juli 1971      | Wimbledon Championships | Rasen       | Arthur Ashe      | Roy Emerson Rod Laver           | 6:4, 7:9, 8:6, 4:6, 4:6 |
| 5. | 15. August 1971   | Toronto                 | Sand        | Arthur Ashe      | Tom Okker Marty Riessen         | 3:6, 3:6, 1:6           |
| 6. | 25. Februar 1974  | Carlsbad                | Hartplatz   | Roy Emerson      | Clark Graebner Charlie Pasarell | 4:6, 7:6, 5:7           |
| 7. | 6. April 1975     | Tucson                  | Hartplatz   | Raymond Moore    | William Brown Raúl Ramírez      | 2:6, 6:7, 4:6           |
| 8. | 14. November 1976 | Birmingham              | Teppich (i) | Hank Pfister     | Jimmy Connors Erik van Dillen   | 6:7, 4:6                |

### Mixed

#### Finalteilnahmen
| Nr | Datum             | Turnier                         | Platzbelag | Partnerin        | Finalgegner                  | Ergebnis        |
| -- | ----------------- | ------------------------------- | ---------- | ---------------- | ---------------------------- | --------------- |
| 1. | 1. September 1961 | U.S. National Championships (1) | Rasen      | Darlene Hard     | Margaret Court Bob Mark      | kampflos        |
| 2. | 25. Juni 1962     | Wimbledon (1)                   | Rasen      | Ann Haydon       | Margaret duPont Neale Fraser | 6:2, 3:6, 11:13 |
| 3. | 20. Juni 1966     | Wimbledon (2)                   | Rasen      | Billie Jean King | Margaret Smith Ken Fletcher  | 6:4, 3:6, 3:6   |
| 4. | 28. August 1969   | US Open (2)                     | Rasen      | Françoise Dürr   | Margaret Court Marty Riessen | 5:7, 3:6        |